# Coupe de Russie 2018
Navigation
Édition précédente Édition suivante
La Coupe de Russie est une compétition internationale de patinage artistique qui se déroule en Russie au cours de l'automne. Elle accueille des patineurs amateurs de niveau senior dans quatre catégories: simple messieurs, simple dames, couple artistique et danse sur glace. En 2018 elle s'appelle également Coupe Rostelecom (Rostelecom Cup en anglais).
La vingt-troisième Coupe de Russie est organisée à la Megasport Arena de Moscou du 16 au 18 novembre 2018. Elle est la cinquième compétition du Grand Prix ISU senior de la saison 2018/2019.

## Résultats

### Messieurs

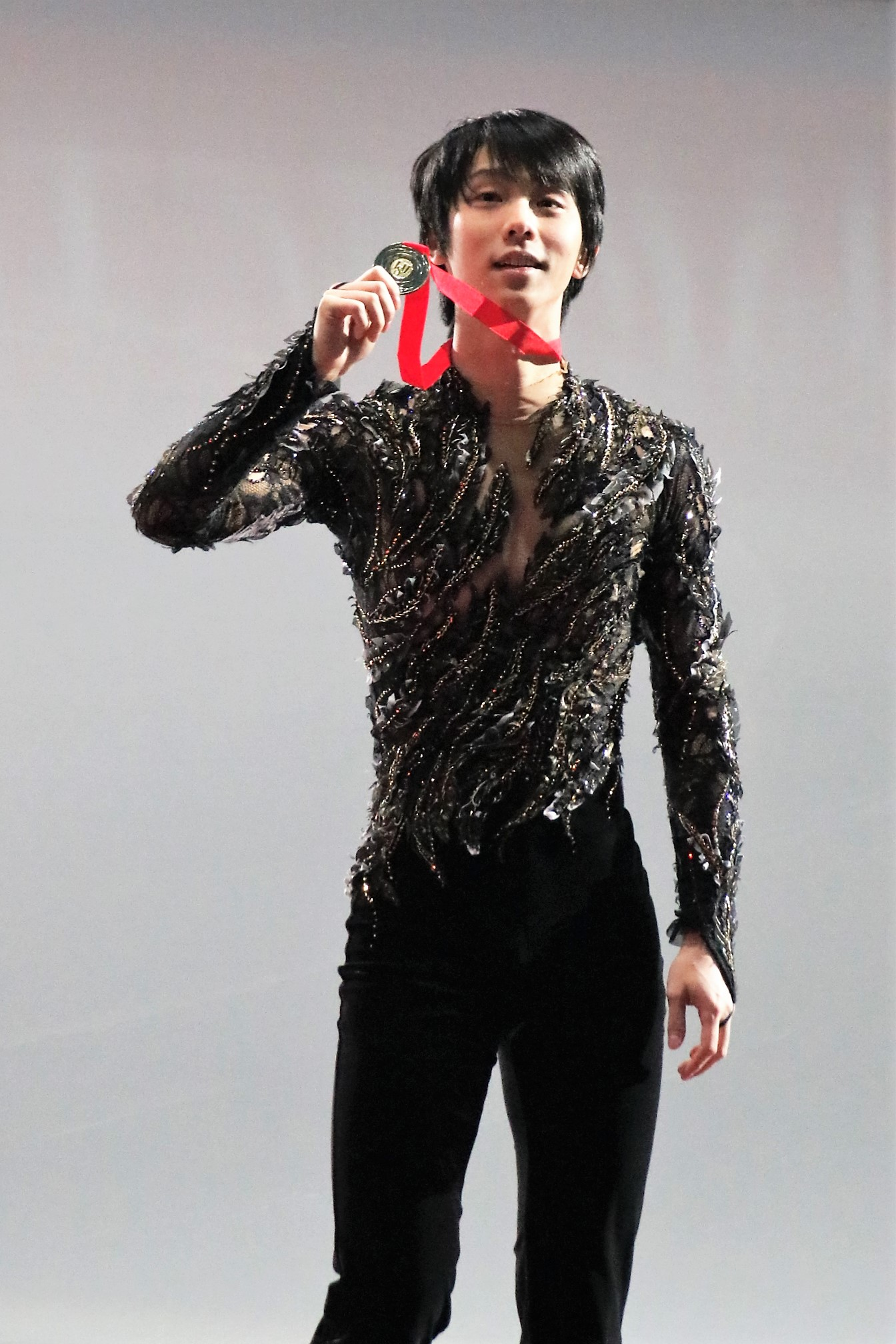
Le médaillé d'or Yuzuru Hanyu

| Rang | Nom                 | Pays       | Points | Programme court | Programme court | Programme libre | Programme libre |
| ---- | ------------------- | ---------- | ------ | --------------- | --------------- | --------------- | --------------- |
| 1    | Yuzuru Hanyu        | Japon      | 278.42 | 1               | 110.53          | 1               | 167.89          |
| 2    | Moris Kvitelashvili | Géorgie    | 248.58 | 2               | 89.94           | 2               | 158.64          |
| 3    | Kazuki Tomono       | Japon      | 238.73 | 4               | 82.26           | 3               | 156.47          |
| 4    | Mikhail Kolyada     | Russie     | 225.42 | 8               | 69.10           | 4               | 156.32          |
| 5    | Keegan Messing      | Canada     | 220.75 | 7               | 73.83           | 6               | 146.92          |
| 6    | Paul Fentz          | Allemagne  | 220.57 | 5               | 78.28           | 7               | 142.29          |
| 7    | Andrei Lazukin      | Russie     | 215.78 | 11              | 62.45           | 5               | 153.33          |
| 8    | Alexei Krasnozhon   | États-Unis | 208.01 | 6               | 75.32           | 8               | 132.69          |
| 9    | Alexander Majorov   | Suède      | 205.59 | 3               | 82.33           | 10              | 123.26          |
| 10   | Brendan Kerry       | Australie  | 197.59 | 10              | 65.22           | 9               | 132.37          |
| 11   | Artur Dmitriev Jr.  | Russie     | 189.58 | 9               | 67.58           | 11              | 122.00          |
| 12   | Julian Yee          | Malaisie   | 178.71 | 12              | 60.37           | 12              | 118.34          |

### Dames

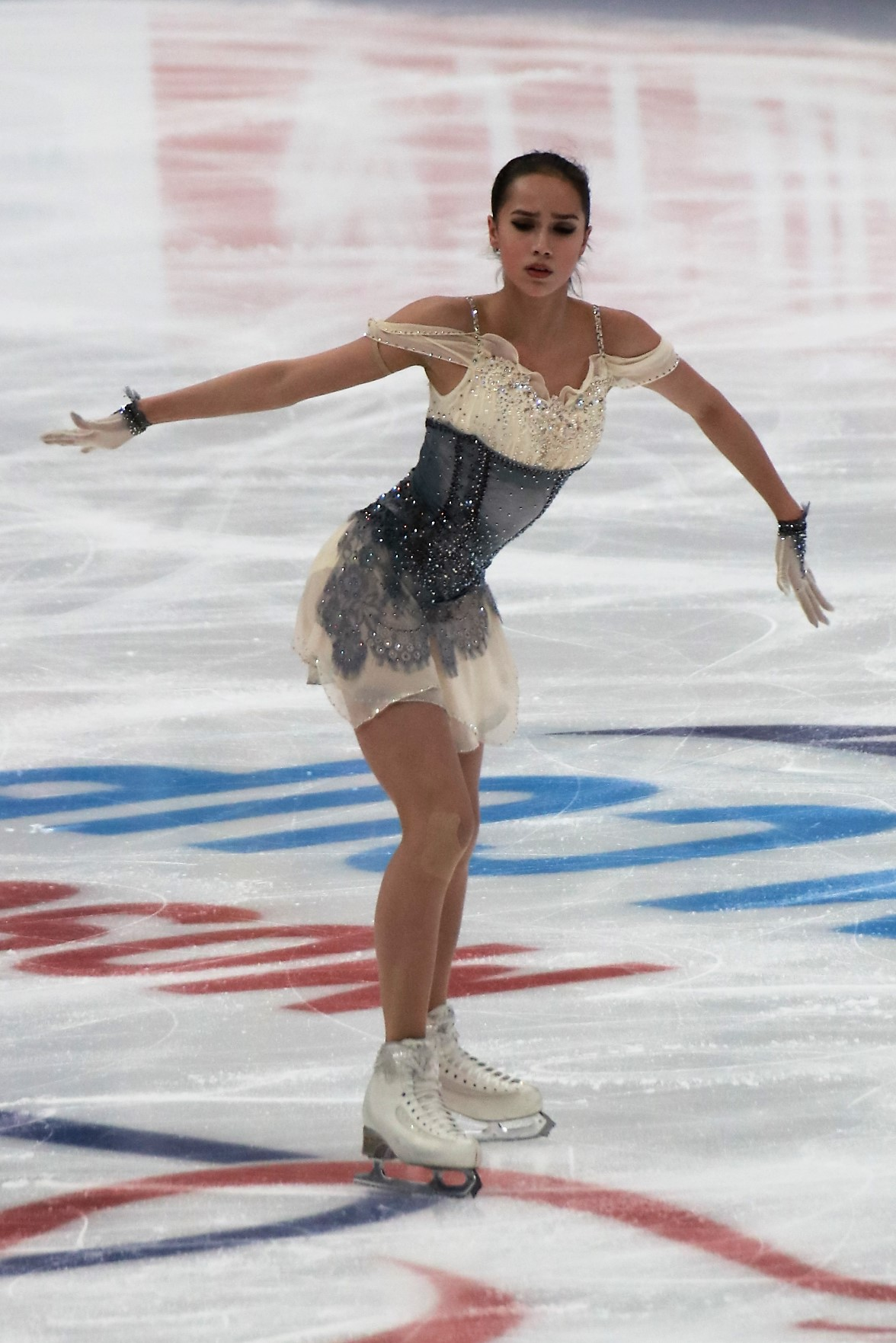
La médaillée d'or Alina Zagitova

| Rang    | Nom                  | Pays         | Points | Programme court | Programme court | Programme libre | Programme libre |
| ------- | -------------------- | ------------ | ------ | --------------- | --------------- | --------------- | --------------- |
| 1       | Alina Zagitova       | Russie       | 222.95 | 1               | 80.78           | 1               | 142.17          |
| 2       | Sofia Samodurova     | Russie       | 198.01 | 2               | 67.40           | 2               | 130.61          |
| 3       | Lim Eun-soo          | Corée du Sud | 185.67 | 6               | 57.76           | 3               | 127.91          |
| 4       | Alexia Paganini      | Suisse       | 182.50 | 3               | 63.43           | 5               | 119.07          |
| 5       | Yuna Shiraiwa        | Japon        | 180.93 | 5               | 60.35           | 4               | 120.58          |
| 6       | Elizabet Tursynbaeva | Kazakhstan   | 180.45 | 4               | 61.73           | 6               | 118.72          |
| 7       | Mako Yamashita       | Japon        | 161.22 | 9               | 51.00           | 7               | 110.22          |
| 8       | Polina Tsurskaya     | Russie       | 149.45 | 7               | 56.81           | 8               | 92.64           |
| 9       | Yura Matsuda         | Japon        | 137.99 | 8               | 52.00           | 9               | 85.99           |
| Abandon | Gracie Gold          | États-Unis   |        | 10              | 37.51           |                 |                 |

### Couples
| Rang    | Nom                                        | Pays       | Points | Programme court | Programme court | Programme libre | Programme libre |
| ------- | ------------------------------------------ | ---------- | ------ | --------------- | --------------- | --------------- | --------------- |
| 1       | Evgenia Tarasova / Vladimir Morozov        | Russie     | 220.25 | 1               | 78.47           | 1               | 141.78          |
| 2       | Nicole Della Monica / Matteo Guarise       | Italie     | 203.83 | 2               | 72.32           | 2               | 131.51          |
| 3       | Daria Pavliuchenko / Denis Khodykin        | Russie     | 190.01 | 3               | 69.38           | 4               | 120.63          |
| 4       | Miriam Ziegler / Severin Kiefer            | Autriche   | 187.01 | 5               | 63.75           | 3               | 123.26          |
| 5       | Alisa Efimova / Alexander Korovin          | Russie     | 181,62 | 4               | 65.46           | 5               | 116.16          |
| 6       | Ashley Cain / Timothy LeDuc                | États-Unis | 170.29 | 7               | 58.79           | 6               | 112.50          |
| 7       | Ekaterina Alexandrovskaïa / Harley Windsor | Australie  | 144.00 | 6               | 59.28           | 7               | 84.72           |
| Abandon | Deanna Stellato-Dudek / Nathan Bartholomay | États-Unis |        | 8               | 51.25           |                 |                 |

### Danse sur glace
| Rang | Nom                                      | Pays       | Points | Danse rythmique | Danse rythmique | Danse libre | Danse libre |
| ---- | ---------------------------------------- | ---------- | ------ | --------------- | --------------- | ----------- | ----------- |
| 1    | Aleksandra Stepanova / Ivan Bukin        | Russie     | 199.43 | 1               | 74.49           | 1           | 124.94      |
| 2    | Sara Hurtado / Kirill Khaliavin          | Espagne    | 174.42 | 3               | 66.40           | 2           | 108.02      |
| 3    | Christina Carreira / Anthony Ponomarenko | États-Unis | 174.21 | 2               | 69.01           | 3           | 105.20      |
| 4    | Sofia Evdokimova / Egor Bazin            | Russie     | 164.66 | 6               | 64.05           | 4           | 100.61      |
| 5    | Natalia Kaliszek / Maksym Spodyriev      | Pologne    | 161.62 | 4               | 66.30           | 5           | 95.32       |
| 6    | Allison Reed / Saulius Ambrulevičius     | Lituanie   | 158.03 | 5               | 64.54           | 6           | 93.49       |
| 7    | Anna Yanovskaya / Adam Lukacs            | Hongrie    | 148.13 | 7               | 54.83           | 7           | 93.30       |
| 8    | Misato Komatsubara / Tim Koleto          | Japon      | 143.28 | 8               | 52.99           | 8           | 90.29       |
| 9    | Annabelle Morozov / Andrei Bagin         | Russie     | 133.58 | 9               | 51.69           | 9           | 81.89       |

## Source
- Résultats de la coupe de Russie 2018 sur le site de l'ISU